# Nastașka, Rokîtne
Nastașka (în ucraineană Насташка) este localitatea de reședință a comunei Nastașka din raionul Rokîtne, regiunea Kiev, Ucraina. În secolul al XIX-lea, satul făcea parte din volostul Ostriv, uezdul Vasîlkiv.

## Demografie
Componența lingvistică a localității Nastașka
     Ucraineană (99,11%)
     Alte limbi (0,83%)
Conform recensământului din 2001, majoritatea populației localității Nastașka era vorbitoare de ucraineană (99,11%), existând în minoritate și vorbitori de alte limbi.